# 武雄市民球場
武雄市民球場（たけおしみんきゅうじょう）は、佐賀県武雄市にある野球場。
武雄市に本店を置く九州ひぜん信用金庫が施設命名権を取得しており、愛称を「ひぜしんスタジアム」としている
。

## 歴史
若楠国体に合わせて1975年に開場した白岩球場が老朽化により廃止されることになり、その後継として西九州新幹線建設工事の残土置き場として用いられた市有地に佐賀県内初の全面人工芝球場として整備された。白岩球場跡地は同じく老朽化が進んでいた武雄市民体育館の移転先となり、2023年5月27日に新しい市民体育館「ケーブルワン・スポーツパーク」が開場した。
2023年に創設された九州アジアリーグ準加盟球団の佐賀アジアドリームズが本球場と嬉野市のみゆき球場を本拠地としており、2024年4月13日に初の公式戦として宮崎サンシャインズとの試合が開催された。
2024年の国民スポーツ大会では軟式野球競技（成年男子）の会場となった。

## 交通
- 武雄温泉駅から車で10分[12]
  - 駐車場 : 普通車124台、大型バス5台[2]